# Luis Brackebusch
Ludwig o Luis Brackebusch (1849 – 1906) fue un geólogo y minerólogo alemán, que desarrolló buena parte de su carrera en Argentina.
Se graduó como geólogo en la Universidad de Göttingen y se desempeñó como auxiliar en el Instituto Geológico de Prusia, hasta recibir en 1872 la oferta del gobierno argentino para suceder a Alfred Stelzner, quien retornaba a su puesto en la Universidad de Freiberg.
Llegó a Córdoba en 1875, asumiendo la cátedra de Mineralogía de la Universidad Nacional de Córdoba y la dirección del Museo de Mineralogía. Le acompañaban los hermanos Oscar y Adolfo Döring. Continuó los trabajos iniciados por Stelzner y levantó el primer mapa científico descriptivo de los minerales argentinos.
Sus conocimientos sobre el territorio argentino se basaron en exploraciones por las provincias de Córdoba, San Luis, Catamarca, Salta y Jujuy. Recolectó mucho material y aumentó en más de 8.000 ejemplares las colecciones existentes en el Museo de Mineralogía. Envió a Europa los duplicados de rocas y minerales locales para su exhibición y estudio. A partir de 1880 fue miembro de la Academia Nacional de Ciencias de Córdoba, y llegó a ocupar el cargo de decano.
En 1888 regresó a su país, donde continuó su estudio de la geología argentina y publicó el Mapa Geológico de la Argentina.

## Honores
En su honor se ha nombrado la brackebuschita (Pb2(Mn3+,Fe3+)[OH|(VO4)2]), un mineral hallado por primera vez en la mina Venus, en el Valle de Traslasierra, en basamento de las Sierras de Córdoba.
- Datos: Q5637414
- Multimedia: Ludwig Brackebusch (geologist) / Q5637414